# Sergio Higuita
Sergio Andrés Higuita García (Medellín, 1 augustus 1997) is een Colombiaans wielrenner.

## Carrière
In 2016 werd Higuita in de Ronde van Asturië derde in het bergklassement, met een achterstand van tien punten op Raúl Alarcón. Later die maand wist Higuita zeventiende te worden in het eindklassement van de Ronde van de Isard en negende in die van de Ronde van Gironde. In juli eindigde hij op plek 22 in de Trofeo Joaquim Agostinho, waarna hij met zijn ploeg aan de start stond van de Ronde van de Aostavallei. Hier eindigde Higuita na vijf etappes op de twaalfde plaats, waarmee hij na Aldemar Reyes (vierde) en Hernán Aguirre (zesde) de derde Colombiaan in de eindrangschikking was. Een week later werd hij tiende in de door Simon Yates gewonnen Prueba Villafranca de Ordizia.
Doordat zijn ploeg een stap hogerop deed werd Higuita in 2017 prof. In datzelfde jaar won hij het bergklassement van de Ronde van Asturië en werd hij onder meer elfde in het eindklassement van de Ronde van Madrid. In 2018 schreef hij het bergklassement van de Ronde van China I op zijn naam. Voor het seizoen 2019 maakte hij de overstap naar Team Euskadi. Daar maakte hij in het voorseizoen indruk, waarmee hij een overstap verdiende in de zomer van dat jaar naar zijn huidige ploeg EF Education First. Dat vertrouwen wist hij te belonen door in zijn eerste Grote Ronde – de Ronde van Spanje 2019 – direct een etappe te winnen.
In 2020 begon Higuita het seizoen goed met winst bij het nationaal kampioenschap op de weg. 
In 2025 maakte Higuita de overstap naar XDS Astana. Zijn debuut voor de ploeg maakte hij in Australië, waar hij deelnam aan de Tour Down Under.

## Overwinningen
2017
Bergklassement van de Ronde van Asturië
2018
Bergklassement Ronde van China I
2019
Jongerenklassement Ronde van Valencia
4e etappe Ronde van Alentejo
18e etappe Ronde van Spanje
2020
Colombiaans kampioenschap op de weg
4e etappe Tour Colombia
Eind- en jongerenklassement Tour Colombia
Jongerenklassement Parijs-Nice
2022
 Colombiaans kampioen op de weg
5e etappe Ronde van de Algarve
Eind-, berg- en jongerenklassement Ronde van Catalonië
4e etappe Ronde van Romandië
Jongerenklassement Ronde van Zwitserland
3e etappe Ronde van Polen
2023
5e etappe Ronde van het Baskenland

## Resultaten in voornaamste wedstrijden
| Jaar | Ronde van Italië | Ronde van Frankrijk | Ronde van Spanje |
| ---- | ---------------- | ------------------- | ---------------- |
| 2019 |                  |                     | 14e (1)          |
| 2020 |                  | opgave              |                  |
| 2021 |                  | 25e                 |                  |
| 2022 |                  |                     | 23e              |
| 2023 |                  |                     | 43e              |
| 2024 |                  |                     |                  |
| 2025 |                  | 14e                 |                  |

| Jaar | Milaan-San Remo | Amstel Gold Race | Luik-Bast.‑Luik | Ronde van Lombardije | Waalse Pijl | Strade Bianche |  | WK op de weg |  | Wereldranglijsten |
| ---- | --------------- | ---------------- | --------------- | -------------------- | ----------- | -------------- |  | ------------ |  | ----------------- |
| 2019 |                 |                  |                 | 76e                  |             |                |  |              |  | 35e (UWR)         |
| 2020 |                 |                  |                 |                      | opgave      |                |  | 48e          |  |                   |
| 2021 | 36e             | 24e              | 31e             | 10e                  | opgave      |                |  | opgave       |  |                   |
| 2022 |                 |                  | 5e              | 4e                   |             | 10e            |  | 31e          |  |                   |
| 2023 |                 | opgave           | opgave          | opgave               | 77e         |                |  |              |  |                   |
| 2024 |                 |                  |                 | 85e                  |             |                |  |              |  |                   |
| 2025 |                 |                  |                 |                      |             |                |  |              |  |                   |

## Ploegen
- 2016 –  Manzana Postobón Team
- 2017 –  Manzana Postobón Team
- 2018 –  Manzana Postobón Team
- 2019 –  Team Euskadi (tot 30 april)
- 2019 –  EF Education First (vanaf 1 mei)
- 2020 –  EF Pro Cycling
- 2021 –  EF Education-Nippo
- 2022 –  BORA-hansgrohe
- 2023 –  BORA-hansgrohe
- 2024 –  Red Bull-BORA-hansgrohe[a]
- 2025 –  XDS Astana Team

Aguirre · Betancur · Bohórquez · Goikoetxea · Higuita · Molano · Muñoz · Osorio · Paredes · Parra · Restrepo · Reyes · Sierra · Suaza · Suesca · Villegas
Aguirre · Amador · Bohórquez · Bol · García · Higuita · Molano · Orjuela · Osorio · Paredes · Piedra · Reyes · Sierra · Suaza · Vilela · Villegas · Chía (stagiair) · Rivera (stagiair) · Ruiz (stagiair)
Aguirre · Amador · Bohórquez · Bol · Duarte · García · Higuita · Molano · Orjuela · Osorio · Paredes · Parra · Reyes · Sierra · Suaza · Vilela · Villegas
Bennett · van den Berg · Bettiol · Breschel · Brown · Caicedo · Carthy · Clarke · Craddock · Docker · Dombrowski · Higuita · Hofland · Howes · Kangert · Langeveld · Martínez · McLay · Modolo · Morton · Owen · Phinney · Scully · Urán · van Garderen · Vanmarcke · Villalobos · Whelan · Woods
Bennett · Bettiol · Caicedo · Carthy · Clarke · Cort · Craddock · Docker · Guerreiro · Halvorsen · Higuita · Hofland · Howes · Kangert · Keukeleire · Langeveld · Martínez · Morton · Owen · Powless · Rutsch · Scully · Urán · Van den Berg · Van Garderen · Vanmarcke · Villalobos (tot 1 augustus) · Whelan · Woods · Bissegger (stagiair)
Arroyave Cañas · Barta · Beppu · Van den Berg · Bettiol · Bissegger · Caicedo · Camargo · Carr · Carthy · Cort · Craddock · Docker · El Fares · Van Garderen tot en met 21 juni · Guerreiro · Higuita · Hofland · Howes · Keukeleire · Langeveld · Morton · Nakane · Owen · Powless · Rutsch · Scully · Urán · Valgren · Whelan
Aleotti · Archbold · Benedetti · Bennett · Buchmann · Fabbro · Gamper · Großschartner · Haller · Higuita · Hindley · Kämna · Kelderman · Koch · Konrad · Laas · Lührs · Meeus · Mullen · Palzer · Politt · Pöstlberger · Schachmann · Schelling · Uijtdebroeks · van Poppel · Vlasov · Walls · Wandahl · Zwiehoff · Lipowitz (stagiair)
Aleotti · Archbold · Benedetti · Bennett · Buchmann · Denz · Fabbro · Gamper · Haller · Higuita · Hindley · Jungels · Kämna · Koch · Konrad · Koretzky · Lipowitz · Lührs · Meeus · Mullen · Palzer · Politt · Schachmann · Schelling · Uijtdebroeks · van Poppel · Vlasov · Walls · Wandahl · Zwiehoff
Adrià · Aleotti · Benedetti (tot 18/8) · Buchmann · Denz · Gamper · Hajek · Haller · Herzog · Higuita · Hindley · Jungels · Kämna · Koch · Lipowitz · Lührs · Maciejuk · Martínez · Meeus · Mullen · Palzer · Roglič · Schachmann · Sobrero · van Poppel · Vlasov · Wandahl · Welsford · Zwiehoff